# Eerste klasse 1947-1948 (basketbal dames België)
Het seizoen 1947-48 van de Belgische vrouwenbasketbalcompetitie omvatte eerst een regionale competitie in de regio's Brussel, Antwerpen, Luik en Gent, waarbij de winnaars in een nationale eindronde op neutraal terrein speelden voor de nationale titel.

## Teams
- Atalante Brussel
- Olympia Antwerpen
- Etoile Gent
- Fémina de Liège

## Eindstand
|  |   |                   | P | W | V | D | Ptn |
|  | - | ----------------- | - | - | - | - | --- |
|  | 1 | Etoile Gent       | 3 | 3 | 0 | 0 | 6   |
|  | 2 | Atalante Brussel  | 3 | 2 | 1 | 0 | 4   |
|  | 3 | Fémina de Liège   | 3 | 1 | 2 | 0 | 2   |
|  | 4 | Olympia Antwerpen | 3 | 0 | 0 | 3 | 0   |

1935–36 ·
1936–37 ·
1937–38 ·
1938–39 ·
1939–40 ·
1940–41 ·
1941–42 ·
1942–43 ·
1943–44 ·
1944–45 ·
1945–46 ·
1946–47 ·
1947–48 ·
1948–49 ·
1949–50 ·
1950–51 ·
1951–52 ·
1952–53 ·
1953–54 ·
1954–55 ·
1955–56 ·
1956–57 ·
1957–58 ·
1958–59 ·
1959–60 ·
1960–61 ·
1961–62 ·
1962–63 ·
1963–64 ·
1964–65 ·
1965–66 ·
1966–67 ·
1967–68 ·
1968–69 ·
1969–60 ·
1970–71 ·
1971–72 ·
1972–73 ·
1973–74 ·
1974–75 ·
1975–76 ·
1976–77 ·
1977–78 ·
1978–79 ·
1979–80 ·
1980–81 ·
1981–82 ·
1982–83 ·
1983–84 ·
1984–85 ·
1985–86 ·
1986–87 ·
1987–88 ·
1988–89 ·
1989–90 ·
1990–91 ·
1991–92 ·
1992–93 ·
1993–94 ·
1994–95 ·
1995–96 ·
1996–97 ·
1997–98 ·
1998–99 ·
1999–00 ·
2000–01 ·
2001–02 ·
2002–03 ·
2003–04 ·
2004–05 ·
2005–06 ·
2006–07 ·
2007–08 ·
2008–09 ·
2009–10 ·
2010–11 ·
2011–12 ·
2012–13 ·
2013–14 ·
2014–15 ·
2015–16 ·
2016–17 ·
2017–18 ·
2018–19 ·
2019–20 · 2020–21 · 2021–22 · 2022–23 · 2023–24 · 2024–25